# Cercidia punctigera
Cercidia punctigera là một loài nhện trong họ Araneidae.
Loài này thuộc chi Cercidia. Cercidia punctigera được Eugène Simon miêu tả năm 1889.